# كريس كامبل (لاعب كرة قدم أمريكية)
كريس كامبل (بالإنجليزية: Chris Campbell)‏ هو لاعب كرة قدم أمريكية أمريكي، ولد في 22 سبتمبر 1986 في شيكاغو في الولايات المتحدة.

## وصلات خارجية
- كريس كامبل على موقع مرجع كرة القدم المحترفة.كوم (الإنجليزية)